# بوغوميو بافووفسكي
بُوغُومِيوْ بَافْوُوفْسْكِي (بالبولندية: Bogumił Pawłowski) كان عالم نبات بولندياً وأستاذاً بجامعة ياغيلونيا، ولد عام 1898 وتوفي عام 1971.